# آسکاریس
آسکاریس نام یک سردهٔ انگلی از کرم‌های لوله‌ای (کرم‌های گرد یا نخ‌سانان) است که گاهی با نام «کرم گرد غول‌پیکر روده» شناخته می‌شود. آسکاریس لومبرکوئیدس، بزرگ‌ترین کرم لوله‌ای (کرم گرد) در رودهٔ باریک انسان است. آسکاریس سووم (به لاتین: Ascaris suum) در خوک بیماری‌زا است.
آسکاریس لومبرکوئیدس موجب بیماری آسکاریازیس (به انگلیسی: ascariasis) در انسان می‌شود. آسکاریس، یکی از مهم‌ترین و شایع‌ترین کرم‌های انگلی روده‌ای است. از مهم‌ترین عوارض ابتلا به آسکاریازیس می‌توان به سوء تغذیه مزمن اشاره کرد؛ زیرا این کرم به تغذیه از مواد غذایی موجود در روده می‌پردازد. در واکنش به کرم، ممکن است گرانولوما در روده تشکیل شود که آن نیز در نتیجه می‌تواند منجر به انسداد روده شود.

## ویژگی‌ها
آسکاریس‌ها معمولاً سفیدرنگ تا صورتی هستند. طول آسکاریس ماده ۲۰ تا ۳۵ سانتی‌متر است. آسکاریس نر کوتاه‌تر و نازک‌تر از آسکاریس ماده است و به‌طور میانگین، ۱۵ تا ۳۰ سانتی‌متر است.
این کرم تخم‌گذار است. تخم‌های این کرم در سرما و رطوبت و در مقابل پاره‌ای مواد شیمیائی خیلی مقاومند و ممکن است تا ۵ سال زنده بمانند ولی در خشکی و مقابل نور آفتاب بیشتر از چند هفته زنده نمی‌مانند. تخم این انگل از راه آب، خاک و غذای آلوده وارد بدن می‌شود.

## پیشگیری
- شستشوی دست‌ها قبل از غذا خوردن
- خودداری از وارد کردن انگشتان به دهان
- احداث توالت‌های بهداشتی و دفع بهداشتی مدفوع و آموزش بهداشت در مورد به‌کارگیری مستراح‌های بهداشتی، بهداشت فردی ـ همگانی و دگرگونی الگوهای رفتاری
- راه اندازی سیستم‌های بهداشتی
- استفاده نکردن از کود انسانی در کشاورزی
- شستن دقیق میوه‌ها و سبزی‌ها به خصوص آن‌هایی که به شکل بوته و درختچه هستند و در معرض آلودگی‌های منتقله از مدفوع سگ و گربه هستند مانند خیار، گوجه، کاهو، توت فرنگی و غیره. توصیه شده چند برگ رویی کاهو یا پوست میوه‌هایی مانند هویج هم قبل از مصرف کنده شده و دور ریخته شده و سپس مصرف شوند.[۴]

## علائم ابتلا به کرم آسکاریس
مهمترین علایم این بیماری اختلالات دستگاه گوارش (درد شکم، تهوع، استفراغ، پرآبی دهان، پرخوری، لاغری) اختلالات دستگاه تنفس و همچنین اختلالات عصبی مانند لرزش و تشنج، عصبانیت و زودرنجی، دیدن خواب‌های آشفته، پریدن از خواب، سردرد و سرگیجه است.
آسکاریس ممکن است در ابتدا علائمی نداشته باشد. با این حال، همان‌طور که آلودگی در داخل روده کوچک رشد می‌کند، فرد ممکن است علائمی از جمله موارد زیر مشاهده کند:
- دردهای شکمی
- از دست دادن اشتها
- مشاهده کرم در مدفوع
- استفراغ
- نقص رشد در کودکان
- کاهش وزن
- تهوع
- اسهال
- حرکات نامنظم روده

در آلودگی‌های پیشرفته تر، کرم‌ها می‌توانند به ریه‌های فرد نفوذ کنند. اگر این اتفاق رخ دهد، فرد ممکن است علائمی نظیر موارد زیر داشته باشد:
- تب
- ناراحتی و درد در قفسه سینه
- سرفه شدید
- مخاط خونی
- تنگی نفس
- خس خس

در موارد نادر، ممکن است فرد یک عارضه معروف به پنومونی آسپیراسیون را تجربه کند.